# Železarna in jeklarna Azovstal
Železarna in jeklarna Azovstal, ali Metalurški kombinat Azovstal (ukrajinsko Mеталургійний Kомбінат Азовсталь, izgovorjava [ɐˌzɔu̯ˈstɑlʲ]) (PFTS: AZST) je bila ena največjih železarn za valjanje jekla v Ukrajini.
Med rusko invazijo na Ukrajino leta 2022 in obleganjem Mariupola je bil metalurški obrat skoraj popolnoma uničen zaradi ruskega bombardiranja.

## Proizvodnja
Dela so vključevala proizvodnjo koksa, sintrarno, šest plavžev in jeklarski kompleks.
Železarna in jeklarna Azovstal je delovala kot hčerinska družba nizozemskega holdinga Metinvest B.V., zdaj pa deluje kot hčerinska družba Metinvest Holding LLC, hčerinske družbe Metinvest B.V.